# アルフレッド・ド・ヴィニー

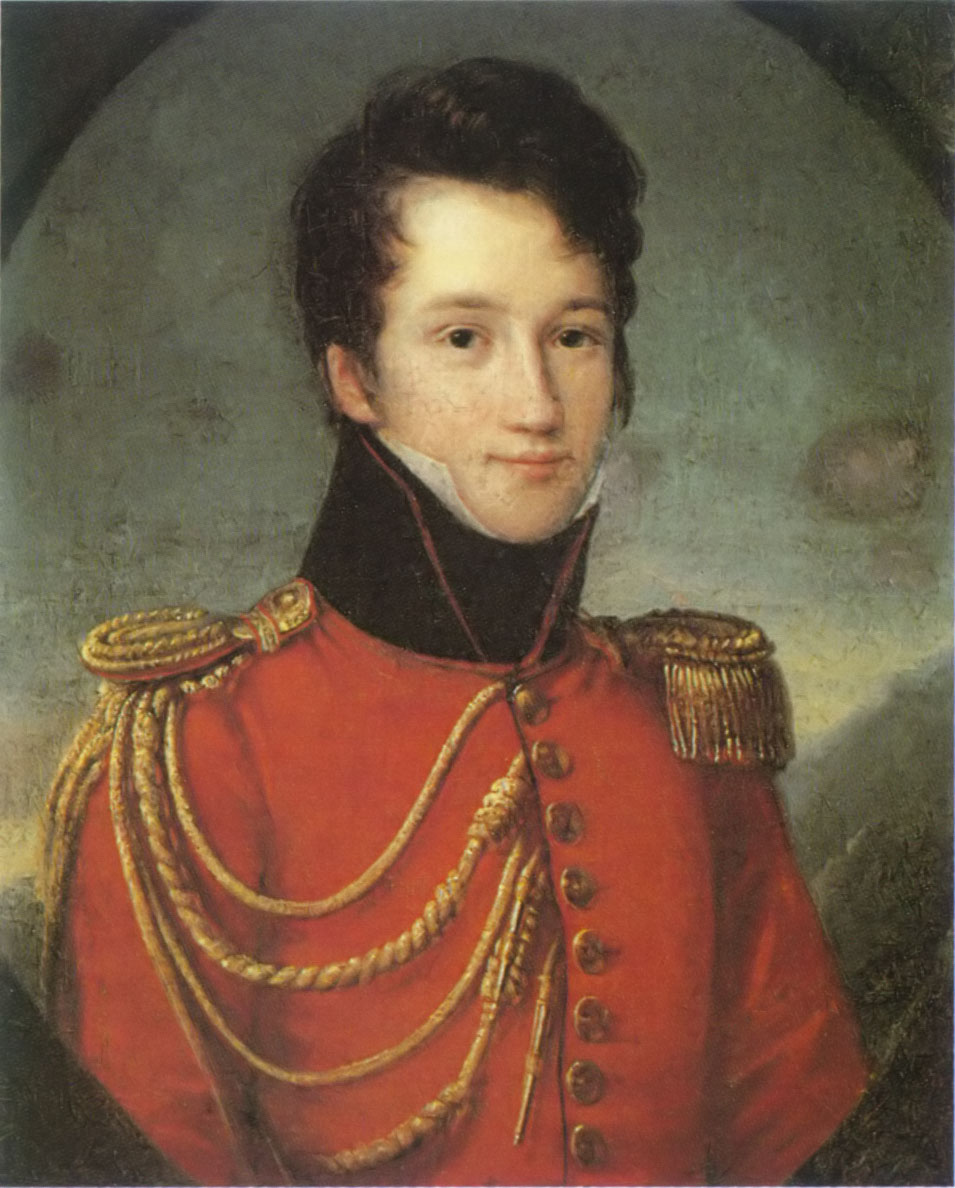
Alfred de Vigny

アルフレッド・ド・ヴィニー（Alfred Victor, comte de Vigny、1797年3月27日 - 1863年9月17日）はフランスの作家、劇作家、詩人、貴族(伯爵)。フランス・ロマン主義の一員として知られる。

## 生涯
フランスのトゥーレーヌ地方（フランス中部、現在のアンドル＝エ＝ロワール県にほぼ相当する旧州名）の都市ロッシュに生まれる。地方貴族の末裔だったが、革命の余波を受け零落。ナポレオンの帝政に期待をかけ、軍人としての成功を夢みるが、1814年に近衛騎兵に少尉として入隊した時にはすでに復古王政が始まっていた。1815年、近衛騎兵隊の解散に伴い近衛歩兵隊に移り、1823年に大尉に昇進、スペイン戦争に際し前線に派遣される。1828年に除隊。私生活ではその2年前にリディア・バンブリーというイギリス人の女性と結婚している。
パリに赴き、ロマン主義者たちのサロン（いわゆるセナークル）の常連になる。1815年から詩を書き始める。1822年、最初の詩集を刊行。1826年、「モーセ」、「洪水」、「角笛」などいくつかの詩篇を増補した新版を『古今詩集』の題で刊行。1837年にはさらに「雪」、「スービーズ夫人」、「フリガート鑑」、「パリ」、「モンモランシーの恋人たち」を増補した。
ヴィニーの散文作品には以下のものがある。歴史小説『サン＝マール』（1826年）では、独自の理想主義的な視点から歴史的出来事に「改良」を加え、一貫した物語を紡ぎ出した。小説に『ステロ』（1832年）と『軍隊の服従と偉大』（1835年）の2作品、戯曲にシェークスピア『オセロー』の翻案『ヴェニスのムーア人』（1829年）、ルイ13世時代の事件を題材にした史劇『アンクル元帥夫人』（1831年）がある。最後に『チャタートン』（1835年）は、自殺したイギリス18世紀の青年詩人トーマス・チャタートンを題材にしたもので、大成功を博した。この劇でキティ・ベル役を演じたコメディ・フランセーズの女優マリー・ドルヴァルにヴィニーは魅了された。1845年にアカデミー・フランセーズに選出された。ただしヴィニーの選出についてルイ＝マティウ・モレからは猛烈な反対を受けている。晩年は孤独であった。癌のため1年あまり病床に伏せっていたが、1863年9月17日、パリで死去。モンマルトル墓地に葬られた。詩集の第2巻である『運命』（主に『両世界評論』に掲載された作品からなる）は死後、1864年になってから刊行された。 死後出版の作品としては他に『詩人の日記』がある。これは伝記的文章や内省、草案などからなり、ルイ・ラティスボヌによって1867年に出版された。

## 作品
ロマン主義者の中でヴィニーほど自己を主張した作家はいない。ヴィニーの詩作品の大半では高慢かつ嫉妬深い「自我」が表現されている。とはいえこの自我が表面に出ることは少ない。ある時はモーセとして、ある時はサムソンとして、またある時はイエス（「オリーヴの園」）として現れている。彼の劇作品のほとんどすべてはある種の象徴をなしている。いってみれば、彼の感情はもはや彼の個性に属するものではなく、感情表現が一般的な価値と射程をもつようになっている。この詩人哲学者にとって中心的な観念となったのは、天才には避けがたい孤独、人々の無関心、女の裏切り（マリー・ドルヴァルとの関係）、われわれの悪を前にした自然の平穏と神の沈黙、そしてこうしたものに対抗するためのストイックな諦念だった。ヴィニーはしばしば勤勉で陰気な作家と評される。文章はぎこちなく、霊感もない。ヴィニーはわずか40点程度の詩作品を残しただけだが、大半は凡庸でたどたどしい。それでも10点ないし12点ほど後世に残す価値のある作品がある（「モーセ」、「海に浮かぶ瓶」、「狼の死」、「牧人の館」、「オリーヴの園」、「サムソンの怒り」など）。そして、これらはフランス詩の中でも最良に数えられるべきである。

## 著作
- 1820年 Le Bal
- 1822年 Poèmes
- 1824年 Éloa, ou La sœur des anges
- 1826年 Poèmes antiques et modernes
- 1826年 Cinq-Mars 松下和則訳「サン＝マール」, 『世界文学全集18』筑摩書房, 1967年
- 1831年 La maréchale d'Ancre
- 1832年 Stello 平岡昇訳『詩人の運命・ステルロ』青木書店, 1939年。『ステロ』斎藤書店, 1948年 岩波文庫 1952年
- 1833年 Quitte pour la peur
- 1835年 Servitude et grandeur militaires
  - 田沼利男訳『赤い封印』世界社 1948年
  - 松下和則訳『赤い封蝋』筑摩書房 1949年、「軍隊の屈従と偉大」『世界文学大系25』筑摩書房, 1961年
  - 三木治訳『軍隊の服従と偉大』岩波文庫 1953年
- 1835年 Chatterton 小林龍雄訳『チヤッテルトン』新潮社 1924年
- 1864年 Les Destinées
- 1867年 Journal d'un poète 小林龍雄訳『詩人の日記』白水社, 1938年
- 1883年-1885年 Œuvres complètes
- 1912年 Daphné
- 平岡昇訳「牧人の家」『ユリイカ』青土社1979年6月臨時増刊『総特集 世界の詩論』

## 邦文関連書
- 大塚幸男『アルフレッド・ド・ヴィニ その生涯・その作品』白水社,1971
- 田中隆二『アルフレッド・ド・ヴィニー研究 その名誉の感情の変遷』渓水社、1979
- 田辺（邊）純夫「ヴィニィの《牧人の家》について」『年報・フランス研究』第2号、関西学院大学、1966年11月、14-31頁、CRID 1050845762916487296、hdl:10236/9047、ISSN 09109757、NCID AN00200120。